# 马修·洛克

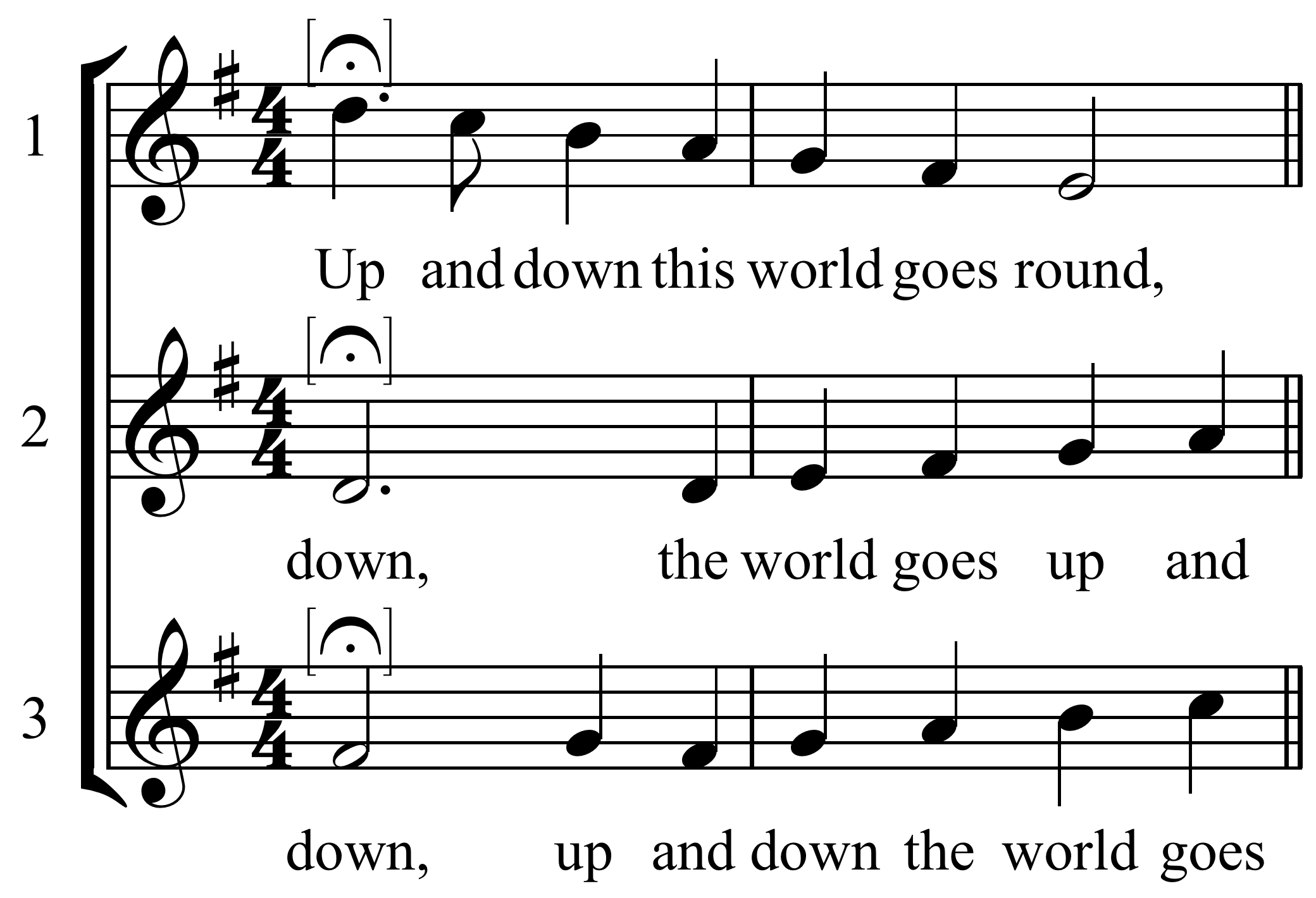
洛克的三聲部人聲作品譜例，原題"Up and Down This World Goes Round"

马修·洛克（英語：Matthew Locke；1622年5月—1677年），義裔英国作曲家，天主教徒。其音乐创作是奥兰多·吉本斯（1583年生）和亨利·珀塞尔（1659年生）之间的桥梁。作品包括喜劇配樂《暴風雨》等。

## 生平歷略

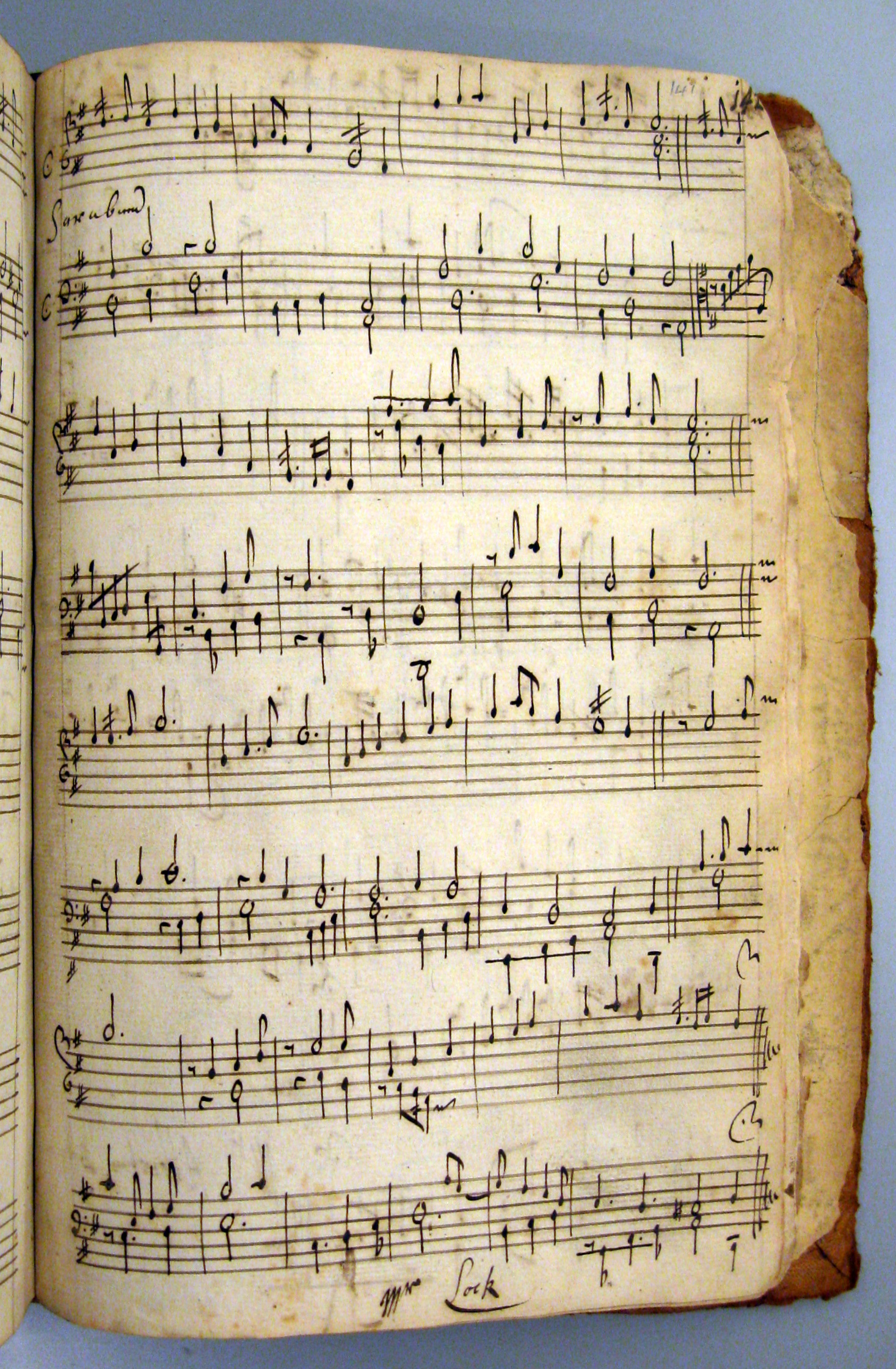
洛克的薩拉邦德舞曲，是已知他最早的鍵盤作品之一，屬於卓克索5611號手稿的一部分。書稿現存於纽约公共图书馆

马修·洛克出生於埃克塞特。他參加過埃克塞特座堂的合唱團，由愛德華·吉本斯（奧蘭多之兄）所指導。18歲的洛克前往尼德蘭旅行，接觸了羅馬天主教信仰。
洛克和克里斯多弗·吉本斯共同寫作了假面舞劇《丘比特與死亡》（Cupid and Death，1653年）的配樂。該作是當代唯一倖存（有譜可查）的劇樂創作。他也是劇作《羅得島之圍 (歌劇)》（The Siege of Rhodes，1656年）配樂的五人作者之一。《羅得島》是劇作家威廉·達文南特的作品，此後洛克繼續與之合作，包括《殘忍的西班牙人在秘魯》（The Cruelty of the Spaniards in Peru，1658年）以及《弗朗西斯·德雷克爵士的歷史》（The History of Sir Francis Drake，1659年）等。英王查理二世的加冕進行曲也由洛克所作。
洛克是查理二世的御前作曲家，專作管樂、小提琴作品，也為皇后凱瑟琳演奏管風琴。上述之職位，之後由珀塞尔所繼承。1673年，洛克的論文《旋律》（Melothesia）出版。1675年，作《精神》（Psyche）之配樂。

## 創作特點
洛克的舞台作品因為很像器樂曲目，因而備受注目。以在倫敦發現的手稿資料（被標示為M17801）為例，其內容是一本樂曲集，包括58首曲目與章節，但只有21頁篇幅。這一組曲作品只標示是獻給友人，推測即是獻給珀塞尔。可以使用各種不同的樂器演出，但是曲中的和聲寫作方式，卻因為高低聲部沒有附上功能和聲標記，而讓整首樂曲聽起來非常簡單無趣。這些音樂有著文藝復興時期的器樂曲風格，但是和聲中缺少了含括教會音階的旋律，在高低聲部裡則有大調和弦與小調和弦的聲響。出版者弗蘭茨·繆勒-布施（Franz Müller-Busch）則是認為，演奏這份作品應要使用法國式的裝飾奏，以及以演奏法國組曲的方式去演出。這包括洛克在英國工作時寫下的出版作品。後人嘗試歸納洛克的創作，試圖推斷他是否有被當代英國音樂曲風所影響，但是除了在這位作曲家寫在出版樂譜裡的英式惡毒評論紹介以外，找不到其他相關文獻資料可以印證。論及其組曲風格，大都被法國舞曲曲風，以及義大利器樂曲風深深影響，是一首非常典型的巴羅克英國組曲。

## 外部連結
- 公有領域聲樂檔案館上马修·洛克的作品
- 马修·洛克的免费乐谱，由国际乐谱典藏计划提供